# Aérodrome de Belleville - Villié-Morgon
 (avril 2025).
L’aérodrome de Belleville - Villié-Morgon (code OACI : LFHW) est un aérodrome du département du Rhône, situé sur la commune de Belleville.

## Situation
L'aérodrome est situé à 4 km au Nord-Nord-Ouest de Belleville.

## Agrément
L'aérodrome de Belleville - Villié-Morgon fait partie de la liste no 3 (aérodromes à usage restreint) des aérodromes autorisés au 31 janvier 2010 (décret : NOR :DEVA1012766K ). Réservé aux aéronefs qui y sont basés et à ceux qui sont basés sur les aérodromes voisins. Utilisable par les hélicoptères dans des conditions définies par le directeur de la sécurité de l'aviation civile Centre-Est.

## Utilisation
Cet aérodrome est réservé aux avions basés sur l'aérodrome ou sur un aérodrome voisin (aérodromes consultables sur la fiche VAC de l'aérodrome).

## Rattachements
Belleville - Villié-Morgon est un petit aérodrome ne disposant pas de services de la DGAC. Pour l'information aéronautique, la préparation des vols et le dépôt des plans de vol il est rattaché au BRIA (Bureau Régional d'Information aéronautique) de l'Aéroport de Lyon-Saint-Exupéry. Le suivi des vols sous plan de vol et le service d'alerte sont assurés par le BTIV (Bureau de télécommunications et d'information de vol) du Centre en route de la navigation aérienne Sud-Est situé à Aix-en-Provence.

## Aéroclubs
Sur l'air du temps